# Museu Marítim d'Andros
El Museu Marítim d'Andros és un museu de l'illa d'Andros, a les cíclades gregues. Va ser fundat el 1972 amb l'objectiu de reunir i preservar objectes relacionats amb la vida naval de l'illa. La col·lecció del museu inclou fotografies, maquetes, uniformes, dietaris navals.... així com una sèria de litografies que descriuen la vida d'Andros abans de la Guerra d'independència del 1821.